# Synode van Dordrecht

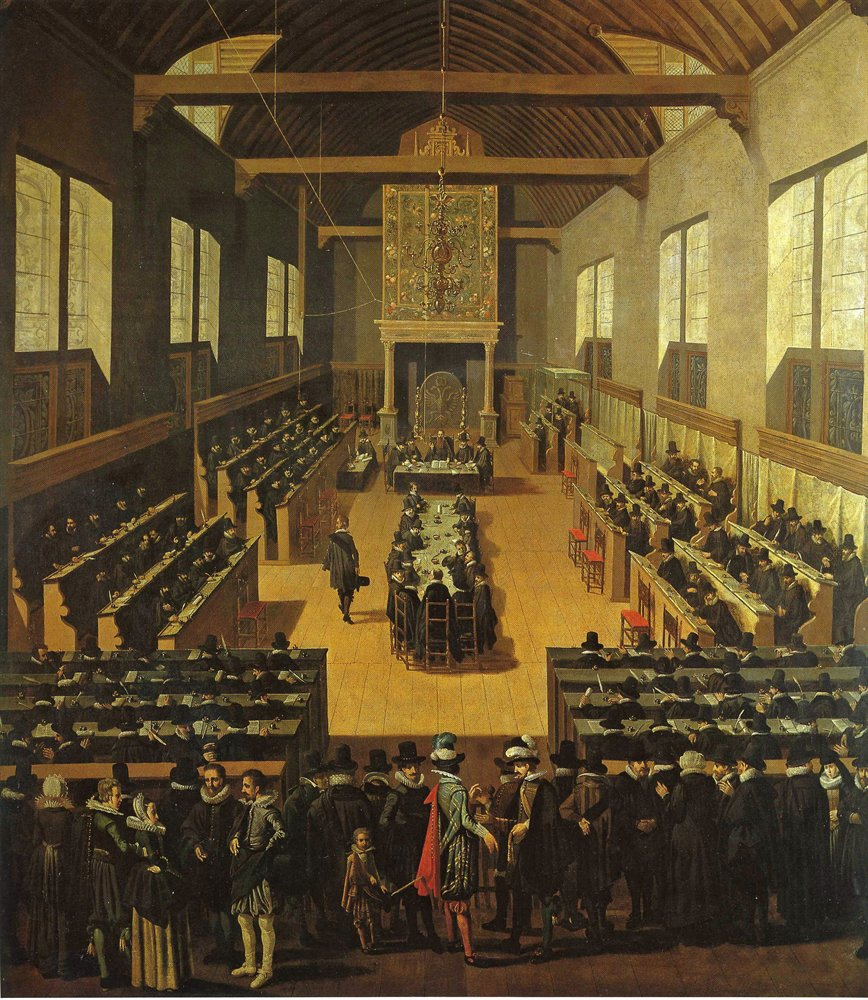
Pouwels Weyts de Jonge (1585-1629): De vergadering van de Nationale Synode in de Sebastiaansdoelen in Dordrecht, 1618-1619, 1621. De Arminianen zitten als aangeklaagde partij aan de tafel in het midden. Afbeelding is van de bovenzaal van het voorhuis van de Kloveniersdoelen, de plaats waar de zittingen werden gehouden, maar de titel van het doek vermeldt Sebastiaansdoelen.

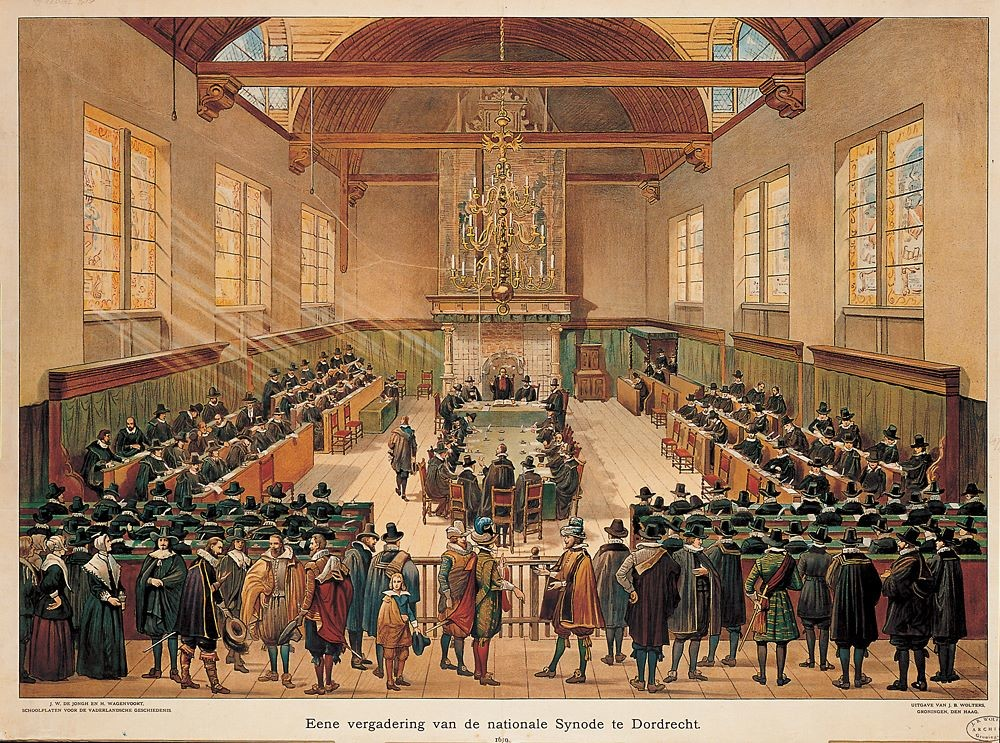
Schoolplaat naar Pouwels Weyts de Jonge: J.W. de Jongh en M. Wagenvoort: Eene vergadering van de Nationale Synode te Dordrecht 1619, J.B. Wolters, periode 1915-1931

De Synode van Dordrecht (ook wel de Synode van Dordt genoemd) was een door de Nederduits Gereformeerde Kerk belegde kerkvergadering die van 13 november 1618 tot 29 mei 1619 duurde en uit 180 zittingen bestond. De synode kwam in opdracht van de Staten-Generaal in Dordrecht, de oudste stad van Holland, bijeen om te proberen een eind te maken aan de godsdienstige controverse in de Republiek der Zeven Verenigde Nederlanden tussen remonstranten (arminianen) en contraremonstranten (gomaristen), een conflict dat zich in voorafgaande jaren tot een splijtzwam in de Nederlandse maatschappij en politiek had ontwikkeld. De remonstranten en contraremonstranten waren het vooral oneens over de predestinatieleer, maar ook over de betekenis van de belijdenis en de kerkorde.
De afgevaardigden aan de synode waren 37 predikanten, negentien ouderlingen, vijf professoren in de theologie van universiteiten uit de Republiek, achttien commissarissen-politiek van de Staten uit de diverse gewesten en 25 waarnemers van buiten de Republiek (uit Engeland, Duitsland en Zwitserland). Allen hadden stemrecht. Veruit de meeste afgevaardigden hingen de leer van de contraremonstranten aan. De aanwezige remonstranten waren geen volwaardige deelnemers, maar gedaagden. De zittingen vonden plaats in een bovenzaal van de Kloveniersdoelen. Er werd bijna iedere dag vergaderd. De voertaal was Latijn.
De remonstrantse standpunten werden door de synode verworpen. De volgens de synode juiste leer werd verwoord in de Dordtse Leerregels. Na afloop van de synode werden enkele honderden remonstrantse predikanten uit de Republiek verbannen. Johan van Oldenbarnevelt, de tot dan machtigste politicus van de Republiek en sympathiserend met de remonstranten, werd twee maanden vooraf aan de synode gearresteerd en vlak voor het einde ervan onthoofd. De rechtsgeleerde Hugo de Groot werd op dezelfde dag gearresteerd en kreeg een levenslange gevangenisstraf, maar wist uiteindelijk in een boekenkist te ontsnappen.
Als een van de belangrijkste besluiten van de synode wordt het verstrekken van een opdracht beschouwd om een zo getrouw mogelijke vertaling van de Bijbel uit te geven. Dit resulteerde in de uitgave van de Statenbijbel. De uitkomst van de synode leidde direct tot de oprichting van de Remonstrantse Broederschap. De Synode van Dordrecht was de eerste internationale protestantse kerkvergadering en de enige gedurende het ancien régime.

## Achtergrond
In 1604 vond aan de 29 jaar jonge universiteit van Leiden een heftig debat plaats tussen de hoogleraren in theologie Jacobus Arminius (1560-1609) en Franciscus Gomarus (1563-1641). Volgens Arminius zou God alle ware gelovigen in genade aanvaarden. Gomarus daarentegen verkondigde dat die toelating door God was voorbeschikt. Hij stelde dat het geloof het gevolg was van Gods genade. Als dat andersom was, dan zou volgens Gomarus God afhankelijk worden van het menselijke handelen, iets dat hij voor onmogelijk hield. Arminius vond daarnaast dat Gods Woord (de Bijbel) van groter belang was dan de catechismus en de teksten over de belijdenis. Alle mensen die naar Gods Woord luisterden, zouden van Arminius toegelaten kunnen worden tot de protestantse kerk. Gomarus wilde geen ruimte geven aan alle gelovigen. Volgens Gomarus was dat een paapse opvatting. De volgelingen van Arminius werden arminianen genoemd en die van Gomarus gomaristen. Doordat de gomaristen voortdurend verkondigden dat de arminianen terug wilden naar een 'paapse traditie' koos veel protestants kerkvolk de kant van de contraremonstranten.
De besluiten van de synode waren nauw gerelateerd aan de politieke intriges die zich het Twaalfjarig bestand, een pauze in de Tachtigjarige Oorlog hadden voorgedaan. De remonstranten waren een groot voorstander van de wapenstilstand. Zij wilden de oorlog het liefst met diplomatiek overleg beëindigen. Maurits wilde de oorlog echter op het slagveld beslissen. De contraremonstranten waren eveneens die mening toegedaan en vooral om die reden steunde de stadhouder deze stroming.
Na de dood van Arminius hadden zijn volgelingen bezwaren tegen de Nederlandse Geloofsbelijdenis en de leer van Johannes Calvijn, Theodorus Beza, en hun volgelingen ingebracht. Deze bezwaren werden uiteengezet in een document dat de Remonstrantie van 1610 wordt genoemd. Daarin werd gepleit voor tolerantie voor de verschillende godsdienstige opvattingen. Vanwege deze remonstrantie zijn de Arminianen bekend komen te staan als remonstranten. Zij onderwezen dat de uitverkiezing plaatsvindt op basis van een voorzienbaar geloof, de mogelijkheid tot vergeven van de zonden van de gehele wereld (universele verzoening), een niet onwederstandelijke genade en de mogelijkheid deze genade te kunnen verliezen. Hun tegenstanders binnen de calvinistische kerk, de Gomaristen, kwamen als contrast tegen de remonstranten later bekend te staan als contraremonstranten.
De remonstrantse Arminianen werden gezien als bereid om compromissen met Spanje te sluiten. De contraremonstrantse Gomaristen waren daar niet toe bereid. In hun ogen en ook in die van Maurits van Oranje en zijn aanhangers werd het Arminianisme als een vorm van politiek verraad beschouwd; in 1617-8 werd er in de Republiek een pamflettenoorlog over deze kwestie gevoerd; François van Aerssen drukte hierin het standpunt uit dat de Arminianen voor koning Filips IV van Spanje werkten.
De contraremonstanten wensten vervolgens hun eigen kerken, waar de remonstranten niet welkom waren. Dat leidde tot grote onrust in de Republiek, waardoor een burgeroorlog dreigde. Op 23 juli 1617 bezocht Maurits in 's-Gravenhage de Kloosterkerk die sinds kort in contraremonstrantse handen was. Daarmee was de toon gezet. Landsadvocaat Van Oldenbarnevelt gaf op 4 augustus 1617 via zijn 'Scherpe Resolutie' de lokale overheden de mogelijkheid om eigen legers te formeren om verdere onrust tegen te gaan. De Staten deden vervolgens een dringend beroep op de Staten-Generaal om een nationale synode bijeen te roepen om opnieuw een eenheid in de Republiek te bewerkstelligen. Ook Maurits kwam in actie. Hij beschouwde de stadslegers als een gevaar voor zijn eigen positie en installeerde contraremonstrantse bestuurders in steden waar de remonstranten de macht hadden. Op die manier kon hij de eigen legertjes (waardgelders) laten opheffen.
Met de planning voor een Nationale Synode werd in maart 1618 aangevangen door de Hollandse raadpensionaris Adriaan Pauw. Voor die tijd was er al een debat geweest over de vraag of er nu een nationale synode moest komen, zoals de contraremonstranten wensten, of dat een provinciale synode, alleen voor het graafschap Holland, zou volstaan. Dit was het standpunt van de remonstranten. Deze beslissing werd in 1617 uitgewerkt, met externe input van de Engelse ambassadeur Dudley Carleton. Uiteindelijk werd ervoor gekozen om een nationale synode te houden. Als vergaderruimte werd gekozen voor de bovenzaal van de Kloveniersdoelen omdat die zaal makkelijker te verwarmen was dan een groot kerkgebouw.
Reeds eerder waren er in Dordrecht provinciale synodes bijeengekomen. Ook had men er in 1578 een Nationale Synode georganiseerd. Om die reden wordt de bijeenkomst van 1618-1619 soms de tweede Synode van Dordrecht genoemd. Alvorens met de eerste zitting van de synode te beginnen, vond er op 13 november 1618 een kerkdienst plaats in de Grote Kerk te Dordrecht.

## Doel van de synode
Het voornaamste doel van de Synode van Dordrecht was tot een uitspraak te komen in het voortslepende geschil tussen de remonstranten en contraremonstranten, een geschil dat zich toespitste op de predestinatieleer, en het vastleggen van geloofsbelijdenissen. Zo werd de Nederlandse Geloofsbelijdenis geautoriseerd en licht gewijzigd.
Er wordt wel beweerd dat de uitkomst van de synode al vaststond nog voor zij was begonnen. Volgens Frederick Calder "werd veroordeling [van de Remonstrantse doctrines] al bepaald nog voor de nationale synode was bijeengekomen." Aan de andere kant gaven de theologische formuleringen van de Dordtse Synode, afgezien van de veroordeling van de Arminianen, geen steun aan alle eisen van de Gomaristen. De meer extreme standpunten van Nederlandse calvinisten werden in gedetailleerde debatten gemodereerd.

## Gang van zaken
Voor de deelnemers uit de verschillende provincies zie de lijst van deelnemers aan de Synode van Dordrecht.
Voorzitter van de synode was dominee Johannes Bogerman uit Leeuwarden. Bogerman was een tegenstander van de remonstranten en een orangist. De remonstranten werden niet als gelijkwaardige partij, maar als beklaagden opgeroepen.
Simon Episcopius (1583-1643) was de woordvoerder van de veertien remonstranten, die vóór de synode waren opgeroepen. Bij de opening van de synode vroeg Episcopius om te mogen spreken.

"Episcopius [...] drong er op aan dat hem werd toegestaan te mogen beginnen met een weerlegging van de calvinistische leerstellingen, in het bijzonder die van de reprobatieleer (voorbeschikking voor de hel), in de hoop dat door het uiteenzetten van zijn bezwaren tegen deze doctrine ten overstaan van de gehele synode, hij een zodanig vooroordeel tegen de andere artikelen van het systeem kon bewerkstelligen dat hij de populaire stem aan zijn kant kon krijgen. De synode herinnerde hem er echter zeer terecht aan [...] dat de remonstranten er van werden beschuldigd om afgevallen te zijn van het gereformeerde geloof, zij waren eerst gebonden om zichzelf te rechtvaardigen, door het geven van bewijs uit de Bijbel dat hun opinies ondersteunde. De Arminianen wilden zich echter niet aan deze procedurele beslissing onderwerpen, omdat dit hun hele betoogschema vernietigde [...] zij werden dus gedwongen om zich terug te trekken. Na hun vertrek ging de synode zonder hen door."

Op 14 januari 1619 werden de remonstranten uitgesloten van de beraadslagingen van de synode, die vervolgens de contraremonstranten gelijk gaf. Tweehonderd remonstrantse predikanten werden uit het ambt gezet, waarop deze in Antwerpen de "Remonstrantse Broederschap" oprichtten.

## Dordtse Leerregels
De Gereformeerden verwierpen de vrije wil van de mens, en legden hun opvattingen over de predestinatie vast in de Dordtse Leerregels, waarin de standpunten tegen de remonstranten worden weergegeven in vijf punten. Internationaal wordt er wel gesproken over de vijf punten van het calvinisme (Five points of Calvinism), waarbij men doelt op de vijf punten die behandeld worden in de Dordtse Leerregels.
De Dordtse Leerregels vormen een van de drie belijdenisgeschriften van de Nederlandse Hervormde en Gereformeerde kerken in Nederland, de Drie Formulieren van Enigheid. De andere twee zijn de Nederlandse Geloofsbelijdenis en de Heidelbergse Catechismus. Tijdens diezelfde synode is de Dordtse Kerkorde vastgesteld.

## Nasleep voor de remonstrantse deelnemers aan de synode
De dertien remonstrantse predikanten, onder wie Episcopius, werden in afwachting van nadere instructies opgedragen om in Dordrecht te blijven. Op 20 mei 1619 werden de remonstrantse predikanten, die eerder bij de synode aanwezig waren geweest, door de lekencommissarissen van de synode opgeroepen en kregen zij de opdracht zich te onthouden van domineesachtige activiteiten zoals preken, vermanen, het toedienen van de sacramenten en het bezoeken van de zieken. Bovendien kreeg Episcopius het bevel om geen brieven of boeken te schrijven waarin hij de leerstellingen van de remonstranten zou aanprijzen. De remonstrantse predikanten stemden ermee in zich te onthouden van domineefuncties in de staatskerken, maar zeiden dat het hun plicht was om hun doctrines uiteen te zetten, daar waar mensen zich maar zouden verzamelen om deze aan te horen.
Op 5 juli werden zij daarop naar de vergadering van de Staten-Generaal geroepen, waar hun werd verzocht om de Acte van Cessatie te ondertekenen, die de opdracht aan hen om af te zien van het domineeschap legaliseerde. Toen zij weigerden te ondertekenen, werden zij als "verstoorders van de openbare vrede" veroordeeld. Hen werd opgedragen de Republiek te verlaten.

## Dordtse Kerkorde
Ook werd de Dordtse Kerkorde aangenomen, die nog steeds de basis vormt van het kerkrecht in veel gereformeerde kerken. In de Handelingen of Acta van de synode van Dordrecht staat welke besluiten er zijn genomen.

## Officiële Nederlandse Bijbelvertaling
Van 19 november 1618 tot 27 november 1618 heeft de Synode van Dordrecht in zeven zittingen gesproken over de mogelijkheid van een officiële vertaling (de Statenvertaling) van de Bijbel uit de oorspronkelijke talen in het Nederlands. In deze vergaderingen kwamen drie belangrijke vragen aan de orde:
- Bestaat er een noodzaak van een nieuwe vertaling van de Bijbel? Deze vraag werd positief beantwoord.
- Hoe een zo getrouw mogelijke vertaling in zo kort mogelijke tijd tot stand te laten komen? Maatregel: de synode heeft concrete richtlijnen voor het vertaalwerk opgesteld.
- Door wie op welke wijze moest het vertaalwerk worden uitgevoerd? Maatregel: de synode heeft vertalers aangesteld en ook aangegeven dat er systematisch correctiewerk moest worden ingepland.

Deze Statenvertaling zou in 1637, na bijna twintig jaar gereedkomen. De synode benoemde de eerste vertalers en verzocht de Staten-Generaal om dit omvangrijke project te financieren. De Statenbijbel zou een blijvende invloed hebben op het standaard Nederlands, dat in die tijd net een bredere acceptatie verkreeg en een literaire traditie ontwikkelde. De Statenbijbel zou in de protestantse kerken tot diep in de twintigste eeuw de standaardvertaling van de Bijbel blijven. In sommige zusterkerken van de Nederlandse Hervormde Kerk, de rechtsopvolger van de oorspronkelijke Nederduitse Gereformeerde Kerk, en sommige, kleinere afgesplitste kerkgenootschappen is de Statenbijbel nog steeds in gebruik.

## Alibi voor een politieke afrekening
De synode veroordeelde de religieuze doctrine van het Arminianisme als ketterij. Hierop volgde de politieke veroordeling van de staatsman Johan van Oldenbarnevelt, die de beschermer van de remonstranten was geweest. Voor de misdaad van algemene verstoring van de staat van de natie, zowel van Kerk als Staat (verraad), werd hij op 13 mei 1619 onthoofd. Als gevolg van de nederlaag van de remonstranten werd onder andere aan de jurist Hugo de Groot een levenslange gevangenisstraf opgelegd; hij wist echter met de hulp van zijn vrouw en zijn dienstmeid in een boekenkist uit Slot Loevestein te ontsnappen. Zowel Van Oldenbarnevelt als De Groot hadden sinds 29 augustus 1618 in hechtenis gezeten.

## Kritische editie
In 2014 werd begonnen met de publicatie van de eerste, kritische editie van de acten en documenten van de Synode van Dordrecht.

## Buitenlandse afgevaardigden
- Engeland: George Carleton (1559-1628), Joseph Hall (1574-1657), Thomas Goad (1576-1638), John Davenant (1576-1641), Lancelot Andrewes (1555-1626)
- Schotland: Walter Balcanqual (1586-1645), Samuël Ward (overleden 1643), Guiliemus Amesius (1576-1633)
- Heidelberg: Abraham Scultetus (1566-1624), Paul Tossanus (1572-1634), Hendrik Alting (1583-1644)
- Hessen: Georg Cruciger (1575-1637), Paul Stein (1585-1643), Rudolphus Goclenius (1547-1628), Daniel Anglocrator (1569-1635)
- Zwitserland: Johann Jakob Breitinger (1575-1645), Wolfgang Mayer (1577-1653), Sebastian Beck (1583-1654), Mark Rütimeyer (1580-1647), Hans Conrad Koch (1564-1643)
- Genève: Jean Diodati (1576-1649), bekend van de Diodati-vertaling, Theodore Trochin (1582-1657)
- Bremen: Ludwig Crocius (1586-1653), Matthiuas Martinius (1572-1630), Heinrich Isselburg (1577-1628)
- Nassau-Wetteravië: Johann Heinrich Alsted (1588-1638), John Bisterfeld (overleden 1619), Georg Fabricius
- Emden: Ritzius Lucas Grimersheim (1568-1631), Daniël Bernard Eilshemius (1555-1622)

## Voetnoten
1. ↑  Jonathan Israel (1998) De Republiek 1477-1806, blz. 62-3.
2. ↑  Jonathan Israel (1998) De Republiek 1477-1806, blz. 456.
3. ↑  Milton, Anthony (redactie) (2005) The British Delegation and the Synod of Dort (1618-1619), blz. 2, (Google Books)
4. 1 2  De Remonstranten: geschiedenis
5. 1 2  Remonstrantse Broederschap: Remonstranten: ontstaan en geschiedenis, remonstranten.org (dode link)
6. ↑  Calder, blz. 270-271.
7. ↑  W.B. Patterson, King James VI and I and the Reunion of Christendom (1997), hfdstk. 8, voor een volledig overzicht.
8. ↑  Thomas Scott, The Articles of the Synod of Dort, Sprinkle Publ., 1993 herdruk, blz. 5
9. ↑  Calder, blz. 388-389.
10. ↑  Calder, blz. 389.
11. ↑  PKN erkent leed van remonstranten, 400 jaar na dato
12. ↑  Acta et Documenta Synodi Nationalis Dordrechtanae (1618–1619) Donald Sinnema, Christian Moser, Herman Selderhuis (eds.) vol. I, CVII, 539 bladzijden. ISBN 978-3-525-55078-6 Vandenhoeck & Ruprecht, Göttingen.